# Rüstholz
Rüstholz, auch Pallholz oder Pölzholz, sind Kanthölzer, hölzerne Keile und Bohlen sowie andere Hölzer, die von der Feuerwehr und dem THW zumeist zur Technischen Hilfeleistung bei Bauunfällen und zur Sicherung bzw. Stabilisierung von Gruben und Fahrzeugen eingesetzt werden.
Rüstholz findet sich in unterschiedlichen Arten und Mengen auf Feuerwehrfahrzeugen, wie dem Rüstwagen und dem Hilfeleistungslöschgruppenfahrzeug.

## Mittelalter
Mittelalterliche Baugerüste wurden auch Rüstholz genannt. 